# Mühlviertler Hasenjagd

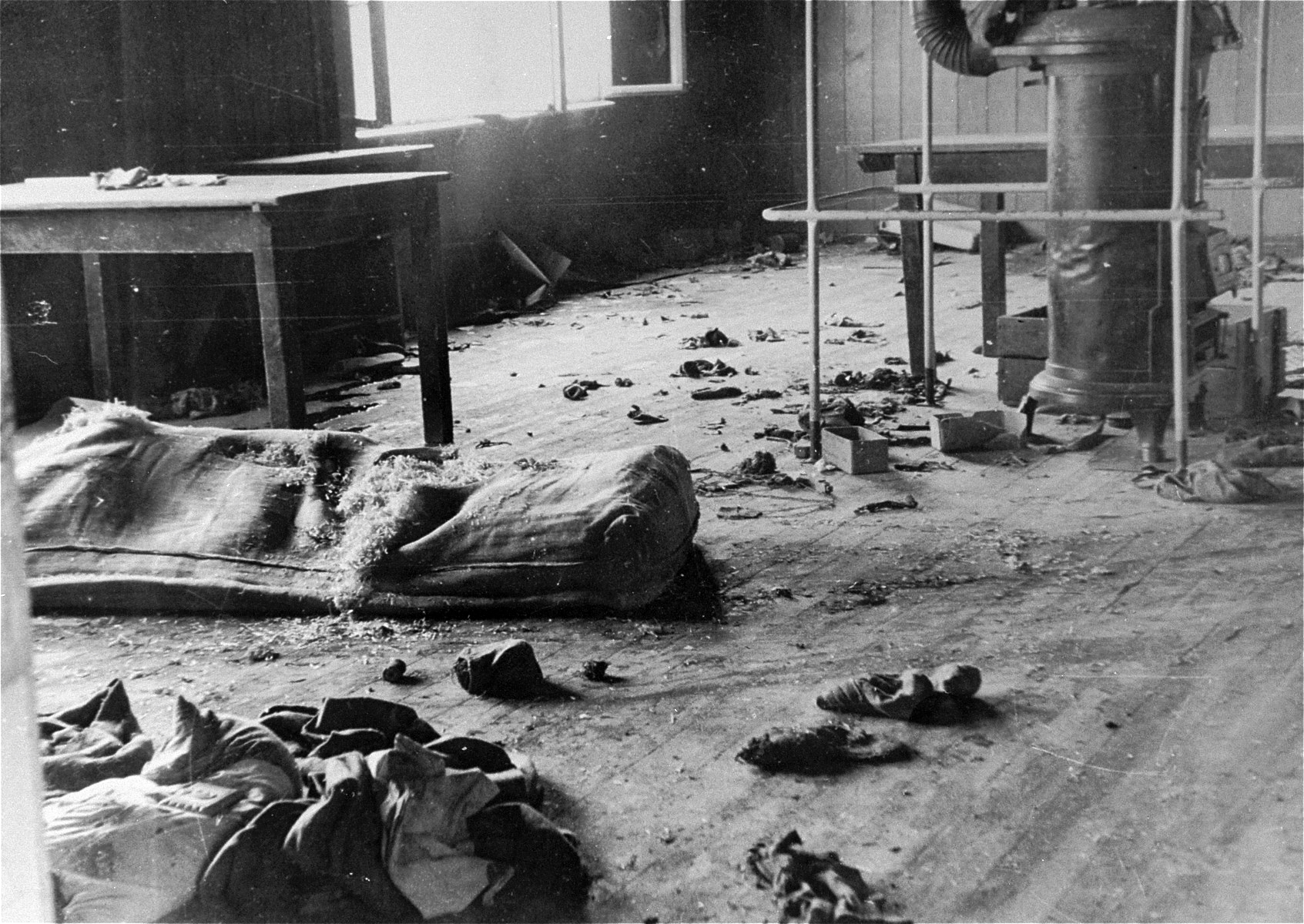
Block 20 des KZ Mauthausen nach dem Massenausbruch

Die „Mühlviertler Hasenjagd“ ist der euphemistische Name eines Kriegsverbrechens im nationalsozialistischen Österreich, bei dem im Februar 1945 (im Zweiten Weltkrieg) nationalsozialistische Verbände sowie Soldaten und Zivilisten über 500 entflohene sowjetische Häftlinge nach einem Großausbruch aus dem Konzentrationslager Mauthausen im Mühlviertel jagten und ermordeten.
Die SS prägte den zynischen Namen „Mühlviertler Hasenjagd“. In der aktuellen Literatur werden die Geschehnisse zumeist als Mühlviertler Menschenhatz bezeichnet. Der Ausbruch selbst und die Tatsache, dass einigen die Flucht gelungen ist, stellen einen einzigartigen Vorfall in der Geschichte des KZs Mauthausen dar.

## Verlauf

### Ausbruch und Flucht
In der Nacht zum 2. Februar 1945 unternahmen etwa 500 so genannte K-Häftlinge, hauptsächlich sowjetische Offiziere als Kriegsgefangene, bei −8 °C Kälte einen Fluchtversuch aus dem Todesblock 20 des KZs Mauthausen. Mit den Feuerlöschern ihrer Baracke und diversen Wurfgeschoßen griff eine Gruppe die beiden Wachtürme an, während eine zweite Gruppe mit feuchten Decken und Kleidungsstücken den elektrischen Zaun kurzschloss. Dann kletterten die Häftlinge über die Mauer.
Zunächst gelang es 419 Häftlingen, das Lagerareal zu verlassen. Viele der ausgehungerten Flüchtlinge brachen jedoch bereits kurz nach der Mauer erschöpft im Schnee zusammen oder starben im Kugelhagel der Maschinengewehre. Alle, die nicht in die Wälder entkommen konnten, und 75 im Block zurückgebliebene Kranke wurden noch in derselben Nacht exekutiert.
Insgesamt gelang über 300 Häftlingen vorerst die Flucht.

### Verfolgung
Noch am selben Morgen rief die SS-Lagerleitung eine „Treibjagd“ aus, an der sich neben SS, SA, Gendarmerie, Feuerwehr, Wehrmacht, Volkssturm und Hitlerjugend auch die Zivilbevölkerung der Umgebung beteiligte. Das Ziel dieser drei Wochen langen „Hetzjagd“ war, keine Überlebenden zurück ins Lager zu bringen.
Der Großteil der Flüchtigen wurde aufgegriffen und meistens an Ort und Stelle erschossen oder erschlagen. Die getöteten Häftlinge wurden nach Ried in der Riedmark, dem Stützpunkt der „Jagd“, gebracht und im Lichthof der Volksschule zu einem Haufen gestapelt. Mitglieder des Volkssturms, die Gefangene zum KZ zurückbrachten, wurden beschimpft, weil sie diese nicht sogleich erschlagen hatten.

„Ried in der Riedmark bildete in diesen Tagen einen Stützpunkt, das heißt, dorthin wurden die erschossenen und erschlagenen KZler aus der näheren und weiteren Umgebung stückweise eingesammelt und zu einem Haufen gestapelt – genau so wie die Jagdbeute bei einer herbstlichen Treibjagd.“

Die Kriminalpolizei Linz berichtete später an das Reichssicherheitshauptamt (RSHA): „Von den 419 Geflüchteten [jene, denen es gelang, das Lagerareal zu verlassen] […] im Raume Mauthausen, Gallneukirchen, Wartberg, Pregarten, Schwertberg, Perg, insgesamt über 300 wieder ergriffen, davon 57 lebend.“
Nur von elf sowjetischen Offizieren ist bekannt, dass sie die Menschenjagd und das Kriegsende überlebten. Einzelne Bauernfamilien und zivile ausländische Zwangsarbeiter versteckten trotz des extrem hohen Risikos Häftlinge oder versorgten die in den umliegenden Wäldern versteckten Flüchtlinge mit Nahrungsmitteln. Drei Monate später ging der Krieg zu Ende und die Häftlinge waren in Sicherheit.

## Aufarbeitung nach 1945
1948 gab es zwei Verfahren am Volksgericht Wien und Linz, die sich mit diesem Endphaseverbrechen auseinandersetzten.
Während bis 1990 die Geschehnisse nur in zwei belletristischen Darstellungen thematisiert wurden, erlangte die „Mühlviertler Hasenjagd“ durch weitere belletristische Veröffentlichungen ab dem Jahr 1990 und durch die 1994 erfolgte fiktive Verfilmung Hasenjagd – Vor lauter Feigheit gibt es kein Erbarmen von Regisseur Andreas Gruber größere Bekanntheit in Österreich. Der Film war mit rund 123.000 Kinobesuchen in Österreich der erfolgreichste österreichische Film der Kinosaison 1994/95.
Der gleichzeitig entstandene Dokumentarfilm Aktion K von Regisseur Bernhard Bamberger beobachtet einerseits die Reaktion der Bevölkerung auf die Dreharbeiten, lässt aber vor allem auch jene zu Wort kommen, die selbst Zeugen der Geschehnisse im Jahr 1945 waren. Er wurde 1994 mit dem Großen Preis der Österreichischen Volksbildung ausgezeichnet und seither mehrmals im deutschsprachigen Raum ausgestrahlt.

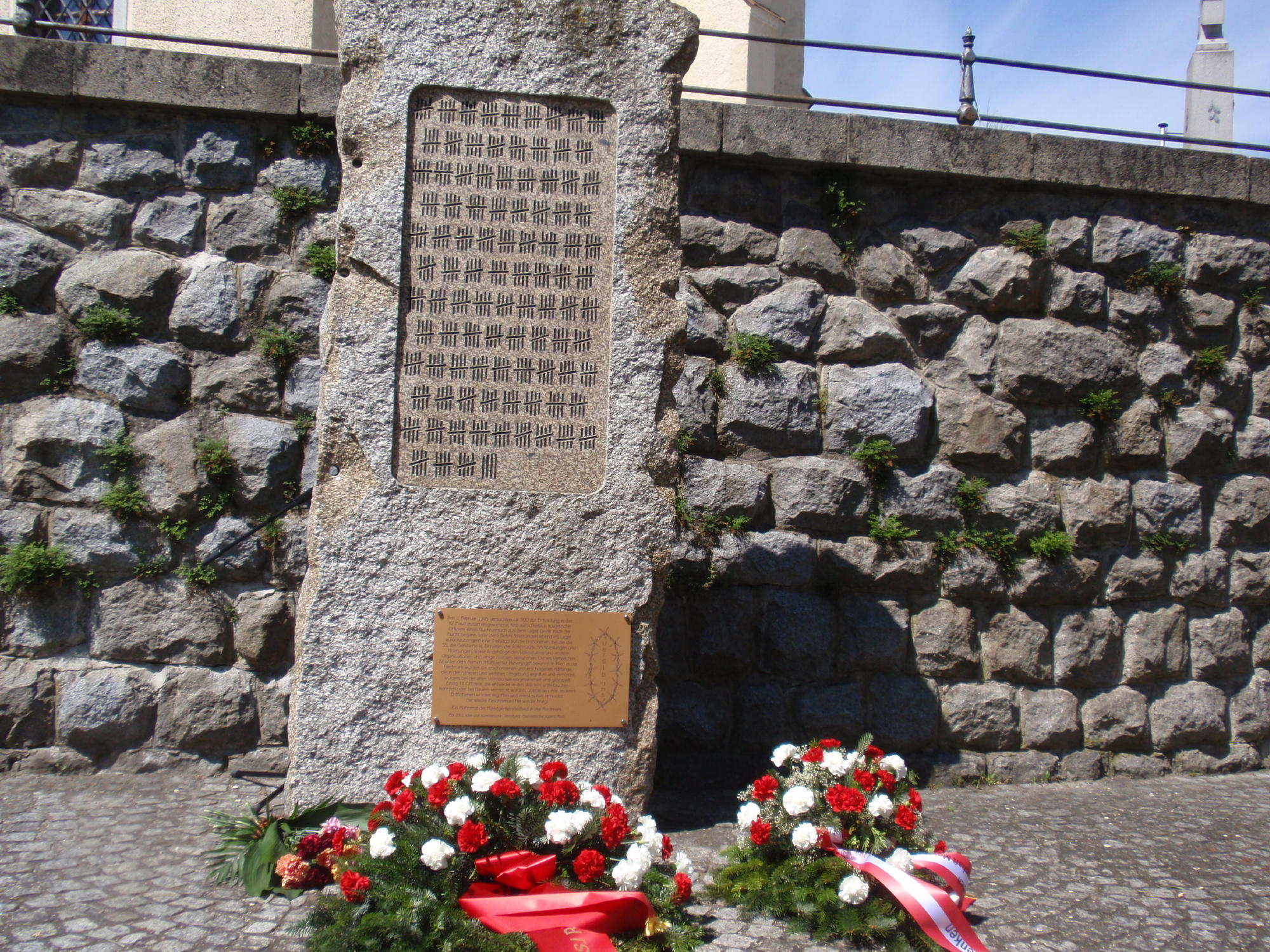
Gedenkstein in Ried in der Riedmark

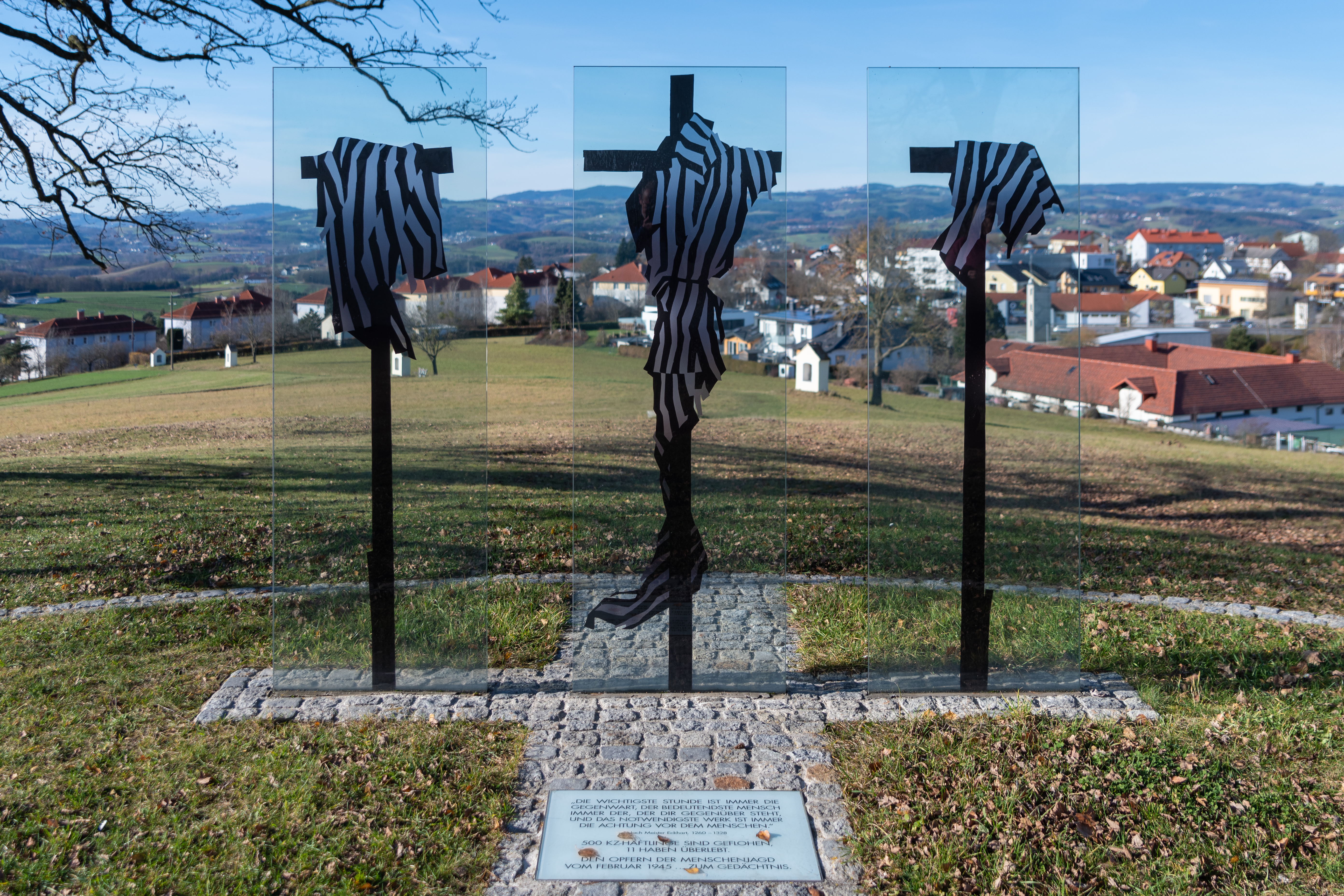
Mahnmal am Kalvarienberg in Wartberg ob der Aist

Auf Initiative der Sozialistischen Jugend wurde in Ried in der Riedmark ein Gedenkstein zur „Mühlviertler Hasenjagd“ errichtet und am 5. Mai 2001 eingeweiht.

„Am 2. Februar 1945 versuchten ca. 500 zur Ermordung in das KZ Mauthausen eingewiesene, fast ausschließlich sowjetische Offiziere einen Fluchtversuch aus dem Lager. Direkt nach der Flucht begann unter dem Befehl ‚niemanden lebend ins Lager zurückzubringen‘ eine Treibjagd auf die Entflohenen, bei der die SS, die Gendarmerie, Einheiten der Wehrmacht, SA-Abteilungen und Hitlerjungen, sowie Angehörige des Volkssturms und anderer Organisationen und einige Zivilisten teilnahmen. Dieses Verbrechen ist unter dem Namen ‚Mühlviertler Hasenjagd‘ bekannt. In Ried in der Riedmark wurden die erschossenen und erschlagenen Häftlinge, die in der näheren und weiteren Umgebung ergriffen und ermordet wurden, bei der alten Volksschule eingesammelt und gestapelt. Einzig 11 Offiziere, die entweder in den Wäldern untertauchen konnten oder bei Bauern versteckt wurden, überlebten. Alle anderen Entflohenen wurden ergriffen und meist sofort ermordet.

Nie wieder Faschismus! Nie wieder Krieg!“

In Gallneukirchen wurde am 7. Mai 2006 ein Mahnmal feierlich übergeben, hier wurden rund 20 Flüchtlinge, die schon elendig geschunden waren, bei dieser Mühlviertler Hasenjagd ermordet.
Nach einem Entwurf Herbert Friedls errichtete  die Gemeinde Wartberg ob der Aist 2015 ein Mahnmal als Teil des Kalvarienberges.
Am 1. Februar 2019 fand in Mauthausen eine Gedenkveranstaltung statt, bei der Michael Köhlmeier die Rede hielt.
Am 2. Februar 2025 organisierte die Gedenkstätte Mauthausen eine Gedenkwanderung.

## Ähnliche Ereignisse
- Aufstand von Sobibór: Revolte und Flucht am 14. Oktober 1943
- Massaker von Rechnitz: 24.–25. März 1945
- Massaker von Celle („Celler Hasenjagd“): Massaker an KZ-Häftlingen, 8.–10. April 1945
- „Kremser Hasenjagd“: 6. April 1945

### Sachbücher
- Johanna Jiranek: Darstellungen von Endphaseverbrechen in Literatur und Film aus Österreich aus vergangenheitspolitischer Perspektive. Diplomarbeit. Universität Wien, 2012 (Online-Version).
- Matthias Kaltenbrunner: "K-Häftlinge" im KZ Mauthausen und die "Mühlviertler Hasenjagd". Diplomarbeit. Universität Wien, Wien 2011, doi:10.25365/thesis.15077 (univie.ac.at).
- Matthias Kaltenbrunner: Flucht aus dem Todesblock. Der Massenausbruch sowjetischer Offiziere aus dem Block 20 des KZ Mauthausen und die „Mühlviertler Hasenjagd“. Hintergründe, Folgen, Aufarbeitung (= Der Nationalsozialismus und seine Folgen. 5). Innsbruck u. a. 2012, ISBN 978-3-7065-5175-5.
- Kammerstätter Peter: Der Ausbruch der russischen Offiziere und Kommissare aus dem Block 20 des Konzentrationslagers Mauthausen am 2. Februar 1945. Typoskript, o. J. (ns-quellen.at).
- Thomas Karny: Die Hatz: Bilder zur Mühlviertler „Hasenjagd“. Edition Geschichte der Heimat. Verlag Franz Steinmaßl, Grünbach (Österreich) 1992, ISBN 3-900943-12-5.
- Walter Kohl: Auch auf dich wartet eine Mutter. Die Familie Langthaler inmitten der „Mühlviertler Hasenjagd“. Edition Geschichte der Heimat. Verlag Franz Steinmaßl, Grünbach (Österreich) 2005, ISBN 3-902427-24-8.
- Hans Maršálek: Die Geschichte des Konzentrationslagers Mauthausen Dokumentation. 2. Auflage. Österreichische Lagergemeinschaft Mauthausen, Wien 1980, S. 255–263.
- Alphons Matt: Einer aus dem Dunkel: die Befreiung des Konzentrationslagers Mauthausen durch den Bankbeamten H. SV International, Schweizer Verlags-Haus, Zürich 1988, ISBN 3-7263-6574-5.
- Maurer Andreas: Aktion "K" und "Mühlviertler Hasenjagd" im Spannungsfeld des Konzentrationslagers Mauthausen (Diplomarbeit),. Universität Wien, Wien 1998.
- Parlamentsdirektion (Hrsg.): Demokratie Werkstatt aktuell. Mitmachen.Mitbestimmen. Mitgestalten! Sonderausgabe Gedenktag/Jugendprojekt, Mai 2010.

### Belletristik
- Christoph Janacs: Das Fenster – Erzählung und Begegnung – Erzählung. In: Das Verschwinden des Blicks. Müller, Salzburg 1991, ISBN 3-7013-0808-X.
- Elisabeth Reichart: Februarschatten. Verlag der Österreichischen Staatsdruckerei – Brandstätter, Wien 1994, ISBN 3-206-00005-X (zahlreiche Neuauflagen in anderen Verlagen).
- Helmut Rizy: Hasenjagd im Mühlviertel. Roman. Bibliothek der Provinz, Weitra 1995, ISBN 3-85252-072-X (Neuedition: Wien 2008, ISBN 978-3-902157-40-9). (Rezension auf literaturkritik.de)

### Artikel
- Die „Hasenjagd“ im Mühlviertel. In: Neue Zeit. Organ der Kommunistischen Partei Oberösterreich. 2. März 1946, S. 2, abgerufen am 29. Oktober 2023.
- Linda DeMerit: Representations of History: The Mühlviertler Hasenjagd as Word and Image. In: . Nr. .4, 1999, S.  (englisch). In: Modern Austrian Literature. Band 32, Nr. 4, 1999, S. 134–145, JSTOR:24648890 (englisch).
- Ernst Gusenbauer: „Was man erwischt, wird kalt erschossen“. Ried in der Riedmark und die Mühlviertler Hasenjagd am 2. Februar 1945. In: Oberösterreichische Heimatblätter. Jahrgang 46, Heft 2, Linz 1992, S. 263–267 (ooegeschichte.at [PDF; 823 KB]).
- Andreas Kranebitter und Gregor Holzinger: Sowjetische Kriegsgefangene im KZ Mauthausen und die Ereignisse der ‚Mühlviertler Hasenjagd’. Perspektiven der Forschung. In: Mauthausen Memorial 2010: Jahrbuch der KZ-Gedenkstätte Mauthausen. KZ-Gedenkstätte Mauthausen, Mauthausen 2011, S. 57–68 (mauthausen-memorial.org [PDF]).
- Johanna Lutteroth: Mauthausen-Ausbruch. „Sind beim Antreffen sofort umzulegen“. In: Spiegel Geschichte. 2. Februar 2015.
- Werner Sabitzer: Ausbruch aus dem „Todesblock“. In: Öffentliche Sicherheit. Band 25, Nr. 3-4. Wien 2025 (bmi.gv.at [PDF]).